# Gehöft Dammstraße 20 (Havelsee)
Das ehemalige Gehöft in der Adresse Dammstraße 20 in der Stadt Havelsee, im Ortsteil Pritzerbe ist ein unter Denkmalschutz stehendes Wohngebäude mit zugehörigen ehemaligen Stall.

## Bauwerk
Es handelt sich bei dem Baudenkmal um ein Wohnhaus, welches traufständig längs zur Dammstraße und giebelständig an der Pritzerber Hauptstraße steht. Das Wohnhaus verfügt über ein Unter- und für Wohnzwecke ausgebautes Dachgeschoss. Die Freitreppe zum Haupteingang mit vier Stufen verfügt über kein Geländer. Das gesamte Haus ist verputzt. Der Sockel wurde in brauner Farbe gestrichen. Der sonstige Putz des Hauses ist in einem Gelbton gemalert. Die Haustür zur Dammstraße ist zweiflügelig mit einem großen und einem kleinen Türflügel. Über den Türflügeln befindet sich ein Oberlicht. Die Tür befindet sich in einer hölzernen Zarge. Rechts und links des Eingangs befinden sich jeweils zwei schmucklose Fenster. Einzige kleine Auffälligkeit ist ein rahmenartiger schmaler, leicht zurückgesetzter und glatter zierender Streifen in weißer Farbe um jedes dieser Fenster. Unter der Traufe befindet sich ein schlichtes Traufgesims.
Die Hausseite zu Pritzerber Hauptstraße weist ein glattes Gesims zwischen Unter- und Dachgeschoss aus. Im Untergeschoss fallen in der Reihenfolge zwei Blenden, ein Fenster und eine weitere Blende gleicher Größe wie die Fenster der Vorderseite des Hauses auf. Die Blenden und das Fenster weisen die gleichen rahmenartigen weißen Faschen auf. Die Außenfensterbänke der Fenster sind ebenfalls bei den Blenden zu finden. Im Dachgeschoss wurden drei Fenster unterschiedlicher Größe verbaut. Auch hier findet man die Faschen um die Fenster. Unter dem gegenüberliegenden Giebel des Hauses befindet sich nur ein kleines Fenster. Im Untergeschoss wurden ein Anbau und eine Mauer an das Gebäude gearbeitet. Das Dach des Hauses ist ein Krüppelwalmdach und wurde mit Biberschwänzen gedeckt.
Neben dem Wohnhaus stehen auch die aus Fachwerk und roten Klinkern errichteten alten Stallgebäude im Hof unter Denkmalschutz. Gedeckt sind diese mit einem dunklen Wellblech.